# ينغفي جونسون
ينغفي جونسون هو غطاس سويدي، ولد في 3 أغسطس 1895، وتوفي في 3 يوليو 1949.

## وصلات خارجية
- ينغفي جونسون على موقع اللجنة الأولمبية الدولية (الإنجليزية)
- ينغفي جونسون على موقع أوليمبيديا (الإنجليزية)
- ينغفي جونسون على موقع اللجنة الأولمبية السويدية (السويدية)